# 格雷加·澤姆賈
格雷加·澤姆賈（Grega Žemlja，1985年4月27日—）是一位斯洛維尼亞職業網球運動員。他曾代表国家参加2005年地中海运动会。他于2017年正式退役。他在职业生涯的最高ATP单打排名是第43名（2013年7月15日）。

## 外部連結
- 格雷加·澤姆賈（英文/西班牙文）的官方資料
- 格雷加·澤姆賈的國際網球總會 職業／青少年 官方資料（英文）
- 格雷加·澤姆賈的官方資料（英文）